# Бярлин, Эльмар Юрьевич
Эльмар Юрьевич Бярлин (1913 — 08.04.1986) — бригадир совхоза «Тори» Пярнуского района Эстонской ССР, Герой Социалистического Труда (23.06.1966).
Родился в 1913 году. Бригадир полеводческой бригады опорно-показательного совхоза «Тори» Пярнуского района Эстонской ССР.
Урожайность в его бригаде в 1965—1967 по годам составила:
- зерновые — 40,6; 31,4; 36 на площади 150—160 га.
- картофель — 236; 192; 245 на площади 20-25 га.
- сено многолетних трав — 43; 56; 62 на площади 100 га.
- куузику (гибрид кормовой капусты, турнепса и брюквы) — 1103; 1040; 976 на площади 5 га.

Участник ВДНХ. Мастер высоких урожаев Эстонской ССР (1966).
С 1977 г. на пенсии.